# Lac Ellesmere/Te Waihora
Pour les articles homonymes, voir Ellesmere.
Le lac Ellesmere (en anglais : Lake Ellesmere et en maori de Nouvelle-Zélande : Te Waihora) est un lac néo-zélandais situé au sud de Christchurch, dans la région de Canterbury sur l'île du Sud. Le lac s'est formé en même temps que la barrière de Kaitorete, qui l'a séparé de l'océan Pacifique.
Un cyclone tropical en 1968 et l'agriculture intensive ont eu un impact important sur le lac Ellesmere, particulièrement pollué au XXIe siècle. Il reste cependant un lieu reconnu pour sa biodiversité, accueillant plusieurs espèces endémiques à ses abords et en particulier sur la barrière de Kaitorete.

## Géographie

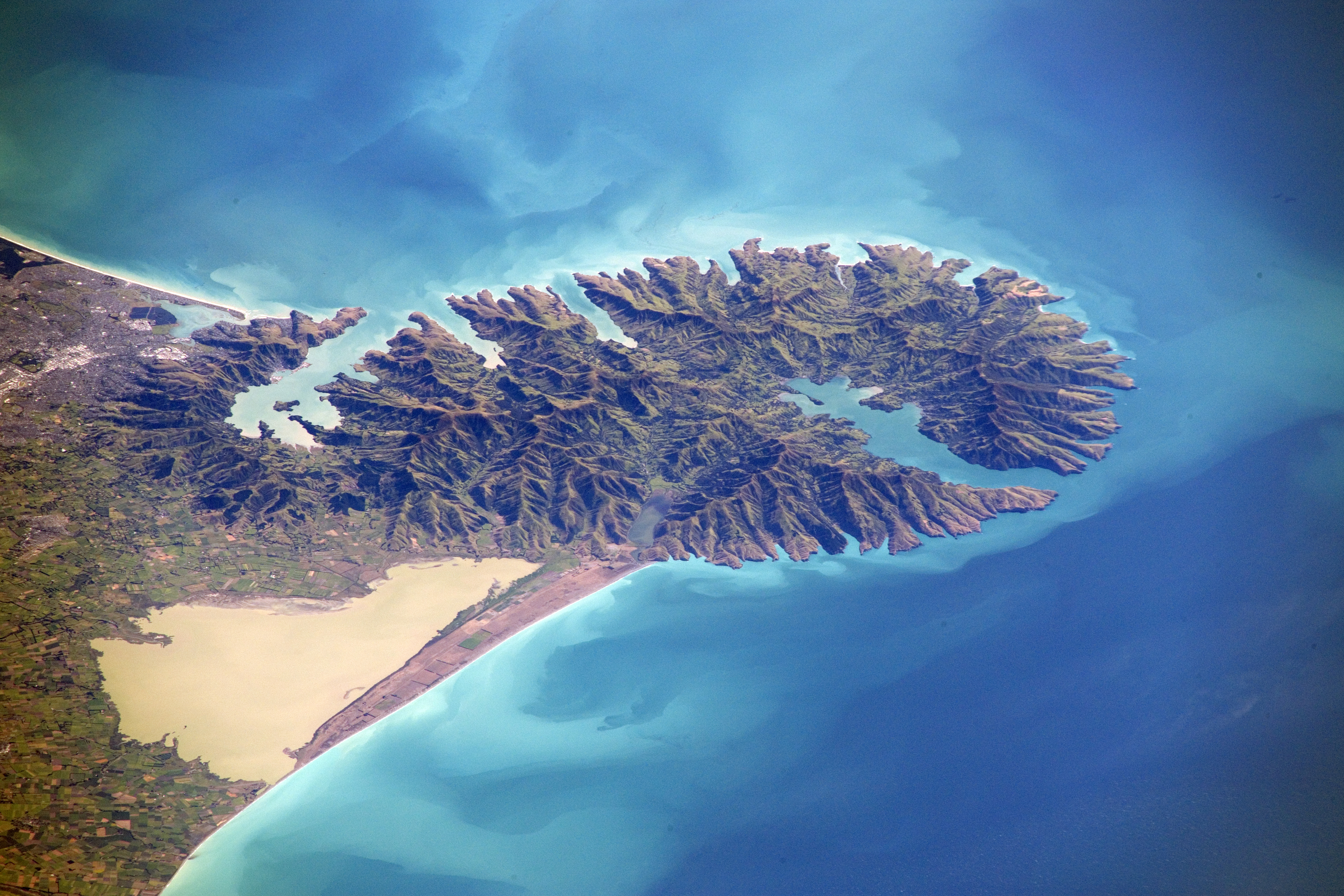
Vue aérienne de Christchurch, de la péninsule de Banks et du lac Ellesmere (couleur sable), séparé de l'océan (bleu) par la barrière de Kaitorete.

Le lac Ellesmere se trouve sur la côte Est de l'île du Sud, dans la région de Canterbury. Il est délimité par la péninsule de Banks à l'est et par la barrière de Kaitorete au sud, un cordon littoral qui le sépare de l'océan Pacifique. Christchurch, deuxième plus grande ville de Nouvelle-Zélande, se situe à une trentaine de kilomètres au nord du lac. Le lac s'élève à 0,9 mètres au-dessus du niveau de la mer.
Avec une superficie d'environ 180 km2, il s'agit du cinquième plus grand lac de Nouvelle-Zélande. Le lac Ellesmere est un « lac côtier » ou une « lagune de type Waituna (en) », à eau saumâtre. Il fait partie d'un ensemble d'habitats interconnectés, rassemblant plusieurs lacs côtiers du même type sur toute la côte Est de l'île du Sud, des lagunes du Wairau au nord jusqu'à la lagune de Waituna (en) au sud.
Le lac Ellesmere est soumis à des vents puissants.

## Hydrographie

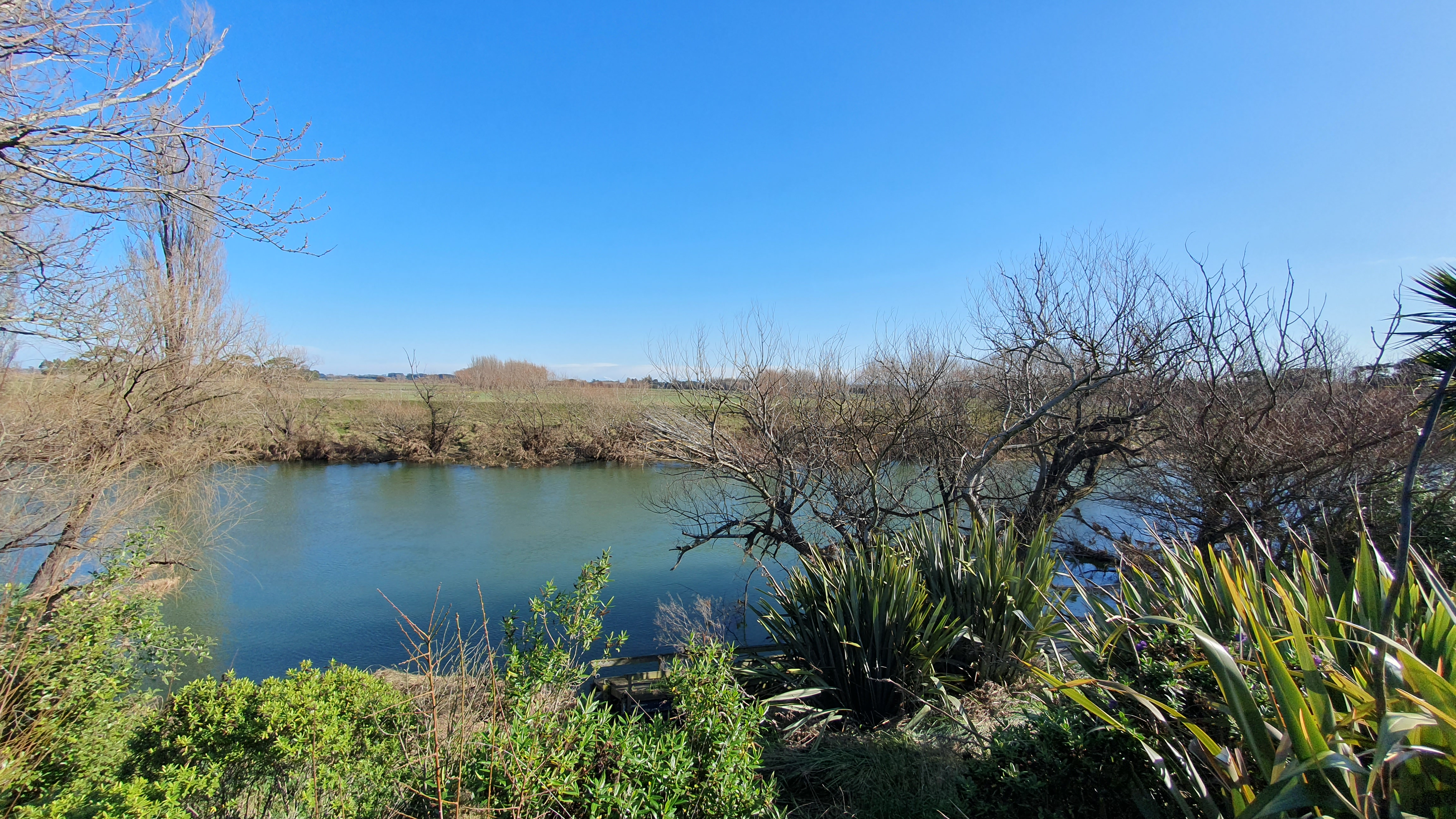
La rivière Selwyn, à Selwyn Huts au nord du lac.

Le lac Ellesmere se trouve dans une dépression entre les cônes de déjection des fleuves Rakaia et Waimakariri. Il s'est développé progressivement depuis 5 000 ans, faisant partie des plaines de Canterbury, se transformant en baie, en estuaire puis en lac. Il s'est ainsi formé sous l'action combinée de la montée du niveau de la mer, de l'érosion de la côte et d'importants courants marins en provenance du sud, qui ont permis la formation de la barrière de Kaitorete. Cette plage-barrière est née grâce à un apport de sables et de gravier en provenance de fleuves situés plus au sud (notamment le Rakaia). La barrière de Kaitorete — qui s'étend aujourd'hui sur 26 km de long et 4 800 hectares — s'est historiquement formée depuis le sud-ouest vers la péninsule de Banks au nord-est, enfermant le lac il y a environ 3 000 ans.
Le lac est alimenté par une vingtaine de rivières, de différentes tailles. Parmi les principales, on trouve la Kaituna (en) à l'est en provenance des collines la péninsule de Banks ; du nord-ouest au nord-est, les rivières Irwell, Selwyn, L II et Halswell se jettent dans le lac. Au nord, le delta de la Selwyn — son principal affluent — forme une avancée dans le lac. Le bassin versant du lac et de ses affluents s'étend sur 256 000 hectares. Il est délimité à l'ouest par la chaîne Big Ben des Alpes du Sud, au nord par la Waimakariri, à l'est par les Port Hills et au sud par la Rakaia.

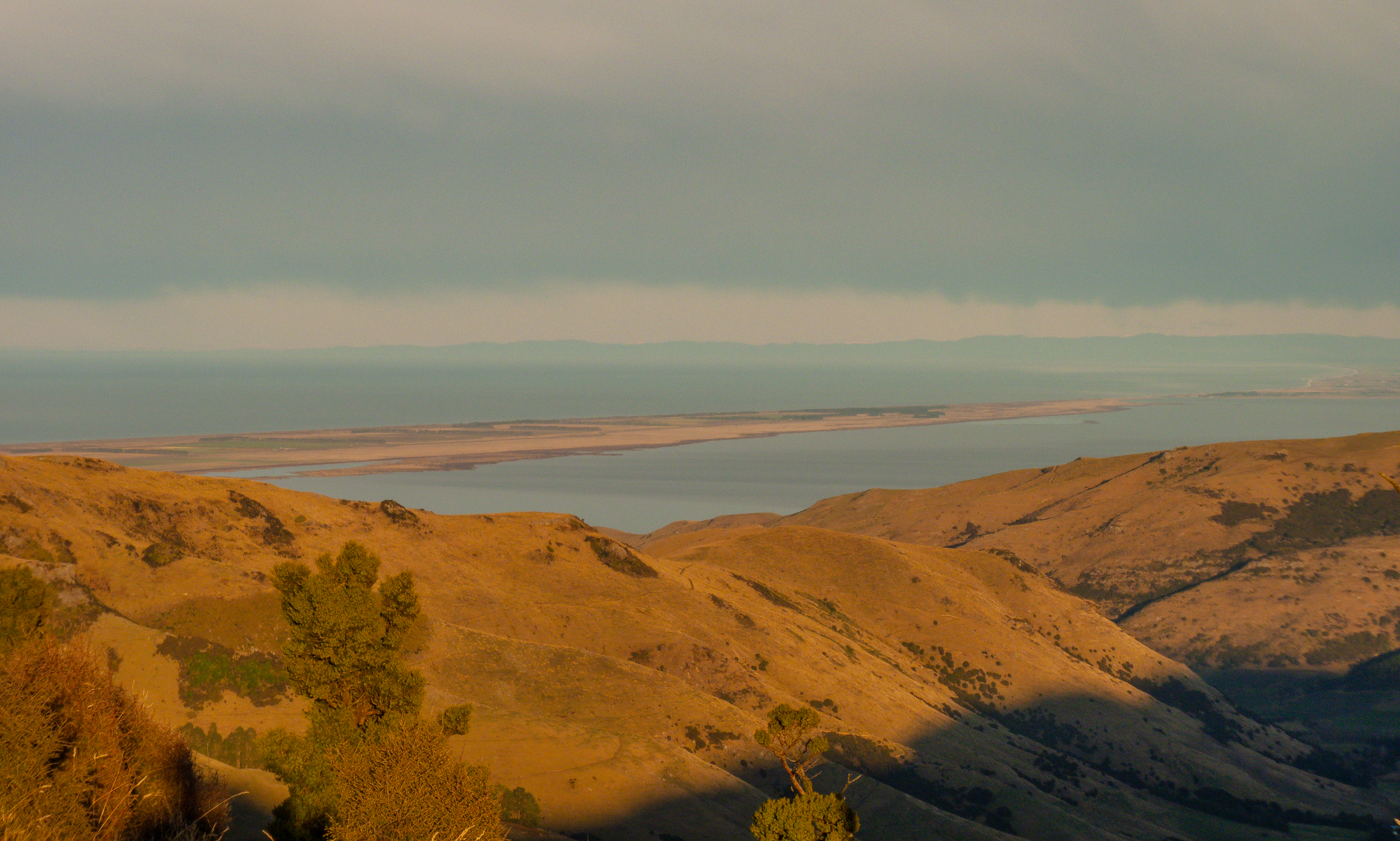
La barrière de Kaitorete, vue depuis les Port Hills.

L'exutoire du lac se trouvait autrefois à l'est près la péninsule de Banks, au nord de la barrière de Kaitorete. Aujourd'hui, la distance minimale entre le lac et l'océan se trouve au sud de la barrière, à Taumutu, sous l'influence des importants courants marins précités. Si le lac Ellesmere n'a plus d'exutoire naturel, l'homme a construit un exutoire non permanent depuis au moins 1852 : d'abord à l'aide de pelles et de chevaux, puis à l'aide de machines depuis les années 1930. Le lac se referme de lui-même, naturellement. Une étude de 1967 estime que, entre 1901 et 1966, le lac a été ouvert sur l'océan Pacifique environ 120 fois et 16 % du temps, beaucoup plus qu'avant l'arrivée des Européens. Le lac a ainsi perdu près de la moitié de sa taille et de sa profondeur. Le lac est peu profond : sa profondeur moyenne est de 2,1 mètres et peut atteindre jusqu'à 3,6 mètres. Au XXIe siècle, le lac est ouvert entre trois et quatre fois par an sur décision des autorités locales. Le but est notamment d'éviter des crues dans les plaines alentour et de permettre la migration de certains poissons.

## Toponymie
Le lac Ellesmere est nommé par les premiers Européens en l'honneur du comte d'Ellesmere Francis Egerton, membre de l'association de Canterbury qui promouvait la colonisation de la région de Canterbury. Le nom maori du lac est Te Waihora, qui signifie « les grandes eaux ». Par le passé, le lac a pu être appelé Te Kete Ika a Rakaihautu, soit « le panier à poissons de Rākaihautū ».
La barrière de Kaitorete porte en anglais le nom de Kaitorete Spit, « la pointe de Kaitorete », même s'il ne s'agit pas en réalité d'une pointe. En maori, la barrière s'appelle Ka Poupou a Te Rakihouia (« le barrage à anguilles de Rakihouia »), en raison de l'importance du site dans la capture des anguilles de Nouvelle-Zélande.

## Histoire
Après l'arrivée des premiers Maoris sur l'île du Sud au début du XIVe siècle, le lac devient un important lieu de collecte de nourriture (mahinga kai) pour la tribu Waitaha, et la barrière de Kaitorete un lieu de passage privilégié pour aller de la région de Canterbury vers le sud et l'ouest de l'île. Le lac Ellesmere est par la suite conquis par les Kāti Māmoe (en), puis les Ngāi Tahu. En 2004, des morceaux de vêtements maoris datant de l'an 1500 — les plus anciens de Nouvelle-Zélande — sont découverts sur la barrière de Kaitorete.
Le lac est découvert par les Européens dans les années 1840. En 1848, Henry Tacy Kemp acquiert plusieurs millions d'hectares de terres auprès de chefs Ngāi Tahu pour 2 000 livres,. Cette acquisition, connue sous le nom de Kemp's Deed (en), comprend le lac Ellesmere et doit réserver une partie du territoire à une réserve maorie. Cette réserve n'est cependant pas créée.
Au cours du XIXe siècle, d'importantes fermes sont construites autour du lac, impliquant drainages et canaux d'irrigations. Des activités de scierie et de pêche commerciale s'implantent également autour du lac. Après l'arrivée des Européens, le lac perd la moitié de sa superficie et de sa profondeur.
En 1968, un cyclone tropical touche le lac et détruit de nombreuses plantes aquatiques macrophytes, qui permettaient de nettoyer le lac (fixant les sédiments et absorbant les nutriments) et accueillait plusieurs espèces animales, dont le cygne noir,,. Ce milieu ne s'est pas reconstitué. Cet événement, conjugué à la déforestation puis à l'agriculture intensive pratiquées dans le bassin versant du lac — en particulier depuis les années 1970 — ont provoqué des taux élevés en sédiments, azote et phosphore, faisant du lac Ellesmere l'un des plus pollués de Nouvelle-Zélande.
En 1998, après l'adoption du Ngāi Tahu Claim Settlement Act, la propriété du lac est retournée à la tribu Ngāi Tahu. Depuis les années 2010, d'importants efforts sont mis en place pour restaurer la qualité des eaux du lac.

## Faune et flore

### Faune

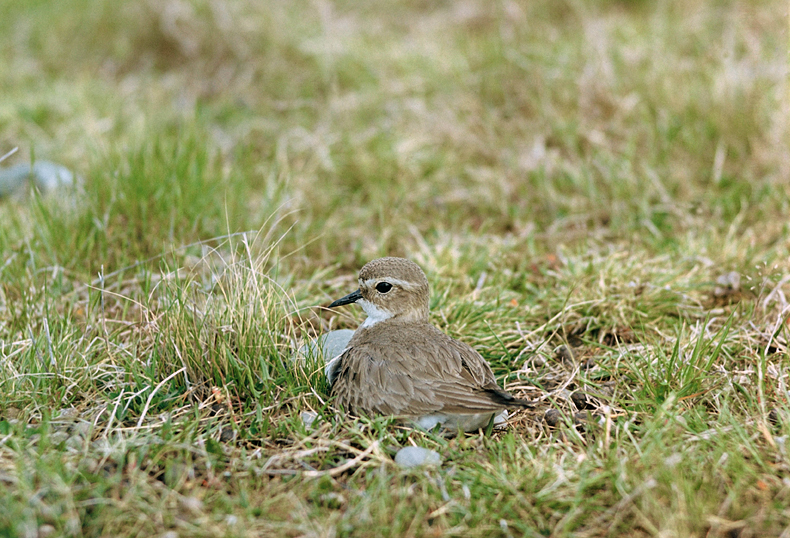
Un pluvier à double collier protégeant son nid, aux abords du lac Ellesmere.

Le lac Ellesmere est riche en poisson. Une cinquante d'espèces de poissons sont recensées dans ses eaux, qu'il s'agisse de poissons d'eau douce ou d'eau salée. Une grande partie de ces espèces sont migratrices. Deux espèces importantes pour le lac sont le flet (Rhombosolea retiaria, Rhombosolea leporina et Rhombosolea plebeia), et l'anguille de Nouvelle-Zélande (Anguilla dieffenbachii),. Des animaux marins sont parfois présents dans le lac Ellesmere (hippocampe, môle, poisson-éléphant, etc.). De même, des requins pèlerins, des éléphants de mer ou des dauphins peuvent occasionnellement rentrer dans la lagune,.
Plus d'une centaine d'espèce d'oiseaux ont été recensées au lac Ellesmere et jusqu'à 98 000 oiseaux ont pu s'y trouver simultanément. Ce chiffre est toutefois est forte baisse depuis la tempête de 1968. Ce nombre serait davantage proche de 7 500 en 2013.  S'y côtoient des espèces protégées — butor d'Australie (Botaurus poiciloptilus), grand cormoran (Phalacrocorax carbo) et spatule royale (Platalea regia) — et des espèces plus communes — canard bridé (Spatula rhynchotis), cygne noir (Cygnus atratus) ou sarcelle australasienne (Anas gracilis). Le bernache du Canada (Branta canadensis) et le canard colvert (Anas platyrhynchos) y sont particulièrement présents.

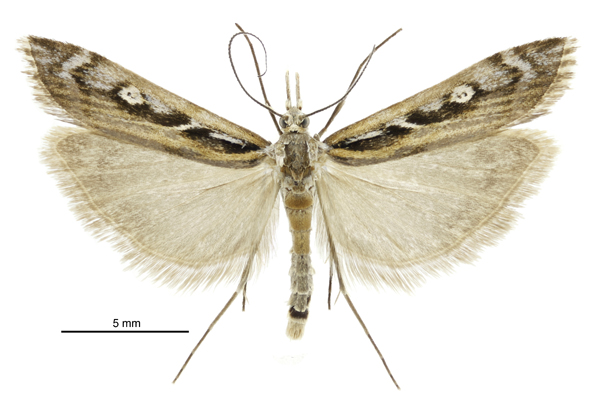
Le Kupea electilis, papillon endémique de la barrière de Kaitorete.

Parmi les autres oiseaux vivant sur le lac, on peut lister : la grande aigrette (Ardea alba), le bécasseau à col roux (Calidris ruficollis) ou à queue pointue (Calidris acuminata), le cormoran varié (Phalacrocorax varius), l'échasse d'Australie (Himantopus leucocephalus) ou noire (Himantopus novaezelandiae), le grèbe huppé australien (Podiceps cristatus australis), la marouette de Baillon (Zapornia pusilla) ou fuligineuse (Porzana tabuensis), la mouette de Buller (Chroicocephalus bulleri), le pluvier anarhynque (Anarhynchus frontalis), à double collier (Charadrius bicinctus) ou fauve (Pluvialis fulva) et la sterne caspienne (Hydroprogne caspia),. Sur 13 km de la rive est du lac Ellesmere, les sables de Greenpark (Greenpark Sands) constituent un type d'habitat rare en Nouvelle-Zélande, surtout de cette superficie : une lagune saline sur un sol sableux. C'est là que l'essentiel des oiseaux migrateurs se retrouvent.
Deux espèces de papillons sont endémiques de Kaitorete : Kiwaia jeanae (en) et Kupea electilis (en). On trouve autour du lac d'autres invertébrés plus répandus en Nouvelle-Zélande (Lycaena salustius ou Latrodectus katipo) ou dans le monde (Polyommatus icarus). Les abords du lac Ellesmere, en particulier la barrière de Kaitorete, accueillent plusieurs espèces de lézards et geckos néo-zélandaises (Oligosoma lineoocellatum, maccanni et polychroma, Woodworthia brunneus).

### Flore

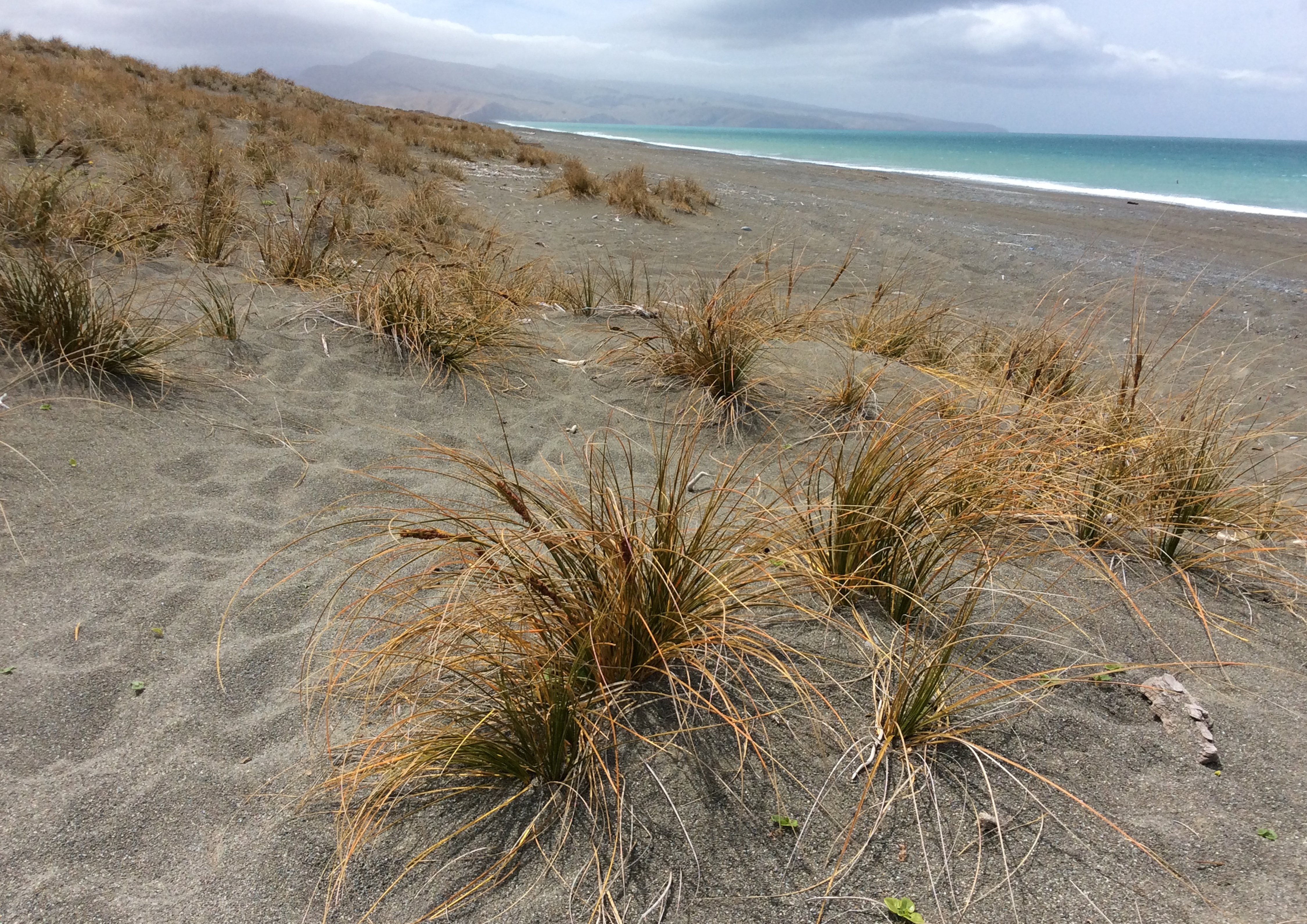
Ficinia spiralis sur la barrière de Kaitorete.

Au bord immédiat du lac, se trouvent des plantes qui peuvent être régulièrement submergées par l'eau saumâtre comme la cotule pied-de-corbeau (Cotula coronopifolia) et le musc maori (Thyridia repens (en)). Plus haut, le paysage se transforme en pré-salés rarement submergés, notamment composés de Juncus kraussii (en), Plagianthus divaricatus (en) et Sarcocornia quinqueflora (en). À proximité des rivières et autres sources d'eau douce, la végétation se modifie avec des espèces comme le lin Phormium tenax, la massette Typha orientalis ou le jonc Cyperus ustulatus (en) ; de rares orchidées peuvent également s'y développer.
La barrière de Kaitorete est particulièrement importante du point de vue environnemental, y compris pour la flore. Elle accueille 90 % des arbustes Muehlenbeckia astonii (en) au monde. Elle est la principale implantation du pays du Ficinia spiralis (en), une plante cypéracée originaire des dunes de Nouvelle-Zélande. La Craspedia thinicola (en) est endémique de ce cordon littoral, et la Carmichaelia appressa (en), rare, y est présente.